# فيرا وايت (ممثلة)
فيرا وايت (بالإنجليزية: Vera White)‏ هي ممثلة أمريكية، ولدت في 13 سبتمبر 1893، وتوفيت في 11 نوفمبر 1949.

## وصلات خارجية
- فيرا وايت (ممثلة) على موقع IMDb (الإنجليزية)
- فيرا وايت (ممثلة) على موقع قاعدة بيانات الفيلم (الإنجليزية)